# Вулиця Генерала Павленка (Київ)
Ву́лиця Генера́ла Павле́нка — вулиця у Солом'янському районі міста Києва, селище Жуляни (садове товариство «Автомобіліст»). Пролягає від вулиці Ганни Арендт до кінця забудови.
Прилучається Ягідний провулок.

## Історія
Виникла у середині 2000-х років як одна з вулиць садового товариства, мала назву Ягідна. У місцевості Мишоловка з 1955 року існує однойменна вулиця.
Сучасна назва на честь генерала-хорунжого армії УНР Віктора Павленка — з 2019 року.